# Alternativa (Dánsko)
Alternativa (dánsky Alternativet) je středolevicová zelená politická strana v Dánsku. Byla založena v roce 2013 bývalým dánským ministrem kultury Uffe Elbækem. Profiluje se jako zelená, progresivní a proevropská strana. V parlamentních volbách 2019 stranu volily 3 procenta voličů a získala tak 4 mandáty ve Folketingu.